# Dennenberg
Dennenberg ist ein Ortsteil des Unterallgäuer Marktes Ottobeuren in Bayern.

## Geografie
Der Weiler Dennenberg liegt etwa drei Kilometer nordwestlich von Ottobeuren auf einer Anhöhe. Er ist durch die Staatsstraße 2011 mit dem Hauptort verbunden.

## Geschichte
Während der Amtszeit von Abt Isingrim schenkte der Dienstmann Berthold Getinbraiter von Denenberg einzelne Güter in Dennenberg dem Kloster Ottobeuren. Ein Berthold von Teninberg, der später in das Kloster Ottobeuren eintrat, ist wohl identisch mit Berthold von Denenberg und wurde erstmals 1170 genannt. 1564 zählte der Ort 59 Einwohner.

## Sehenswürdigkeiten
In der St.-Josefs-Kapelle sind gotische, spätgotische und barocke Plastiken vorhanden, darunter eine Madonna um 1430/1440, ein heiliger Sebastian von 1470/1480 und ein heiliger Georg, der um 1690 geschaffen wurde.